# Maika Makovski

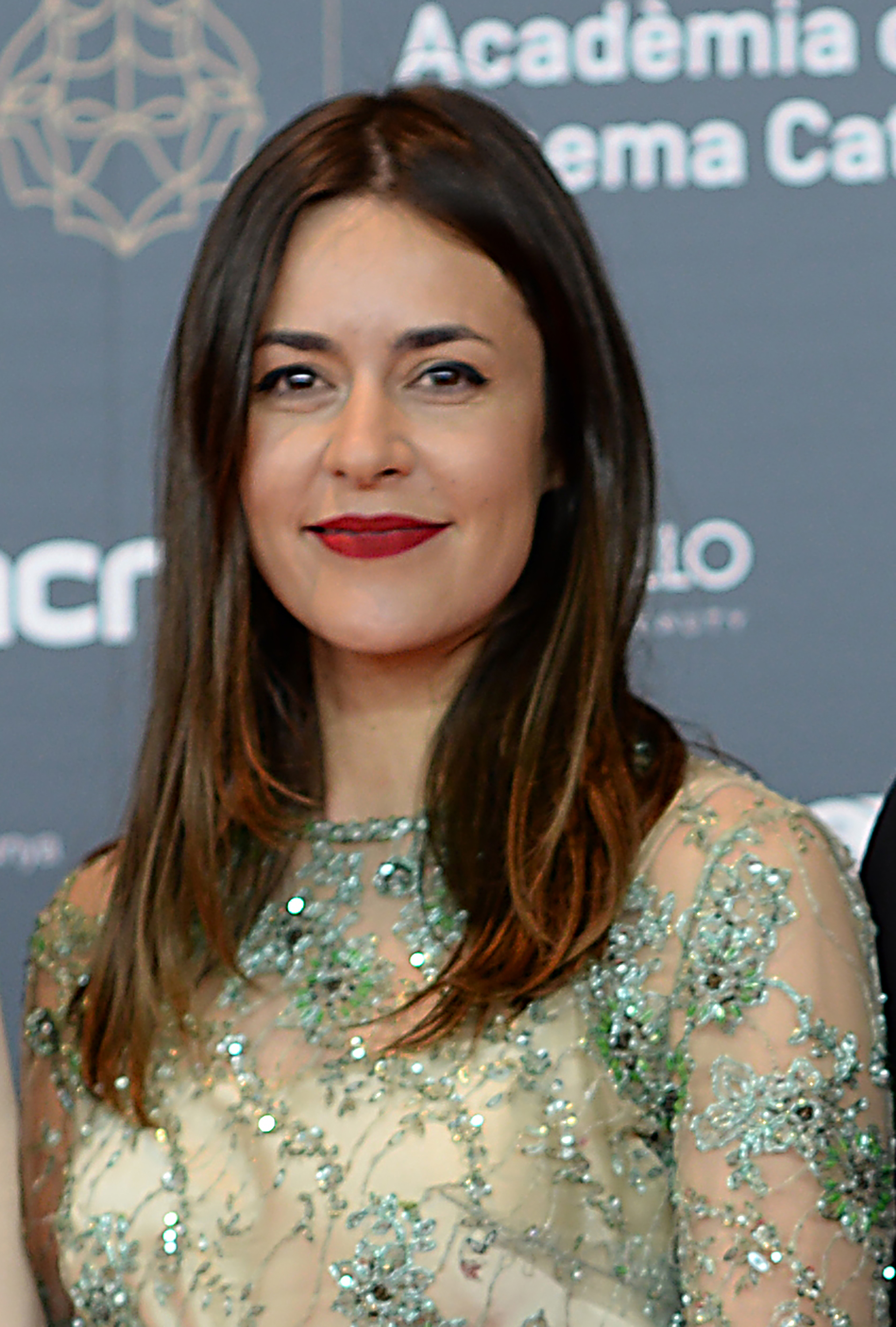
Maika Makovski bei der Verleihung der Gaudí-Filmpreise 2020

Maika Makovski (geboren am 14. April 1983 in Palma de Mallorca) ist eine spanische Sängerin, Musikerin und Komponistin.

## Biografie
Maika Makovski ist die Tochter eines makedonischen Vaters und einer andalusischen Mutter.
Sie begann im Alter von zwölf Jahren, Lieder zu schreiben. Mit vierzehn Jahren hatte sie ihre ersten öffentlichen Auftritte. Ihre ersten Auszeichnungen gewann sie im Jahr 2002. Von 1998 bis 2003 wechselte sie mehrmals ihren Wohnsitz, bevor sie sich schließlich in Barcelona niederließ. Dort nahm sie ihr erstes Album Kradiaw auf, das 2005 erschien. Von 2005 bis 2007 tourte sie unter anderem mit Howe Gelb, The Dubliners und The Jayhawks. 2007 erschien ihr zweites Album Kraj so Kóferot.
2009 lud der Produzent John Parish sie in sein Studio nach Bristol ein. Dort entstand in Zusammenarbeit mit Jim Barr und Robert Plant ihr drittes Album Maika Makovski. Begleitet von Hintergrund-Stimmen und ihrer Band, mit David Martínez am Schlagzeug, JC Luque an Bass und Perkussion und Xarim Aresté an der Gitarre, tourte Maika mit dem Album 2010 und 2011 nach London, New York, Chicago, Austin und in mehrere spanische Städte. 2011 gewann sie den Premio de la música independente als beste Künstlerin bei Myspace.
2011 erschien Desaparecer, inspiriert von Edgar Allan Poes Gedichten. Zeitgleich hatte sie damit ihre ersten Auftritte auf der Theaterbühne. Unter der Regie von Calixto Bieito musizierte sie zu den Gedichten, die Juan Echanove vortrug. Mit dem Stück gingen sie anschließend weltweit auf Tournee. Unter traten sie bei der Biennale von Venedig, im LG Arts Center in Seoul, im Londoner Barbican Centre und in der Brooklyn Academy of Music in New York auf. 2012 folgte ihr fünftes Album, Thank You for the Boots, eine Widmung an die Freundschaft. Im selben Jahr setzte sie mit der spanisch-englischen Koproduktion Forests ihre Zusammenarbeit mit Calixto Bieito fort. Das Stück nimmt Bezug auf die Wälder in Shakespeares Schauspielstücken; der erste Teil hat reichlich Anklänge an Wie es euch gefällt. Es hatte Premiere im Old Rep Theatre in Birmingham und fand auch Aufnahme in das Programm des Barbican Centre. 2014 wurde es mit dem Premio Max für die beste Musik-Komposition ausgezeichnet.
Die Tournee zu Thank you for the Boots gipfelte 2015 im Album Live-Apolo!, der Aufzeichnung eines Konzerts von 2012 in der Apolo-Halle in Barcelona. Das Album wurde durch Crowdfunding finanziert und nur auf Vinyl veröffentlicht. Als Dank an die Geldgeber bemalte Maika Makovski 225 Cover von Hand.
In erneuter Zusammenarbeit mit Calixto Bieito wirkte sie 2013 als Komponistin und musikalische Leiterin für die freie Interpretation von Georg Büchners Drama Leonce und Lena im Residenztheater München. Bei der Kritik fand die Inszenierung zwiespältige Aufnahme. 2014 unternahm sie eine Reise nach Nordmazedonien, in die ehemalige Heimat ihres Vaters.
2016 erschien ihr sechstes Studioalbum Chinook Wind. Es folgte eine ausgedehnte Tournee mit dem Quartet Brossa aus Barcelona. Seit 2016 wirkte sie bei dem Radioprogramm Oh! My LOL SON Estrella Galicia der Cadena SER mit. 2017 trug sie mit ihrer Stimme zu den meisten Stücken auf der CD El hombre sin sombra von Mikel Erentxun bei. Von 2018 bis 2021 präsentierte sie das Musikprogramm La hora musa auf La 2. Mit ihrer CD MKMK von 2021 schlug sie einen Bogen zu ihrem früheren rockigen Stil. Mit ihrer CD Bunker Rococó von 2024 strebte sie an, den Reichtum der klassischen Musik, insbesondere die quirlige Lebendigkeit des Rokoko, in den Rahmen der Popmusik einzubinden.

## Diskografie
- Kradiaw (2005)
- Kraj so Kóferot (2007)
- Maika Makovski (2010)
- Desaparecer (2011)
- Thank You for the Boots (2012)
- Live-Apolo! (2015)
- Chinook Wind (2016)
- MKMK (2021)
- Bunker Rococó (2024)